# Каатинга жовтовола
Каати́нга жовтовола (Herpsilochmus axillaris) — вид горобцеподібних птахів родини сорокушових (Thamnophilidae). Мешкає в Колумбії, Еквадорі і Перу.

## Опис
Довжина птаха становить 11-12 см, вага 10-13 г. Тім'я у самця чорне, поцятковане білими плямками, над очима білі "брови", на скронях білі плямки. Верхня частина тіла сірувато-оливкова, крила чорні з білими смужками, хвіст чорний, кінець хвоста білий. Нижня частина тіла жовтувата, боки оливкові. У самиці тім'я руде.

## Підвиди
Виділяють чотири підвиди:
- H. a. senex Bond, J & Meyer de Schauensee, 1940 — Західні і Центральні Колумбійські Анди, від Рисаральди на півночі до Кауки на півдні;
- H. a. aequatorialis Taczanowski & Berlepsch, 1885 — східні схили Анд в східному Еквадорі і північному Перу на північ від річки Мараньйон;
- H. a. puncticeps Taczanowski, 1882 — Перу на південь від річки Мараньйон;
- H. a. axillaris (Tschudi, 1844) — східні схили Анд на південному сході Перу (від Куско до Пуно.

## Поширення й екологія
Жовтоволі каатинги живуть в кронах і середньому ярусі гірських тропічних лісів Анд на висоті від 500 до 1900 м над рівнем моря.

## Збереження
МСОП вважає цей вид вразливим. Йому загрожує знищення природного середовища.